# Granietbladroller
De granietbladroller (Phiaris schulziana) is een vlinder uit de familie bladrollers (Tortricidae). De wetenschappelijke naam van de soort is gepubliceerd in 1776 door Fabricius.
De soort komt voor in Europa.